# Hove
Hove (lat. Hovea), rod polugrmova, grmova i manjeg drveća s oko tridesetak priznatih vrsta raširenih po Australiji i Tasmaniji. Poznatije vrste su gorska ljepotica (H. rosmarinifolia) i Dugolista hove (H. longifolia)

## Vrste
1. Hovea acanthoclada F.Muell.
2. Hovea acutifolia A.Cunn. ex G.Don
3. Hovea angustissima I.Thomps.
4. Hovea apiculata A.Cunn. ex G.Don
5. Hovea arnhemica J.H.Ross
6. Hovea asperifolia I.Thomps.
7. Hovea chorizemifolia DC.
8. Hovea clavata I.Thomps.
9. Hovea corrickiae J.H.Ross
10. Hovea cymbiformis I.Thomps.
11. Hovea densivellosa I.Thomps.
12. Hovea elliptica (Sm.) DC.
13. Hovea graniticola I.Thomps.
14. Hovea heterophylla A.Cunn. ex Hook.f.
15. Hovea impressinervia I.Thomps.
16. Hovea lanceolata Sims
17. Hovea linearis R.Br.
18. Hovea longifolia R.Br.
19. Hovea longipes Benth.
20. Hovea lorata I.Thomps.
21. Hovea magnibractea I.Thomps.
22. Hovea montana (Hook.f.) J.H.Ross
23. Hovea nana I.Thomps. & J.H.Ross
24. Hovea nitida I.Thomps.
25. Hovea pannosa A.Cunn. ex Hook.
26. Hovea parvicalyx I.Thomps.
27. Hovea pedunculata I.Thomps. & J.H.Ross
28. Hovea planifolia (Domin) J.H.Ross
29. Hovea pungens Benth.
30. Hovea purpurea Sweet
31. Hovea ramulosa A.Cunn. ex Lindl.
32. Hovea rosmarinifolia A.Cunn.
33. Hovea similis I.Thomps.
34. Hovea speciosa I.Thomps.
35. Hovea stricta Meisn.
36. Hovea tasmanica I.Thomps. & J.H.Ross
37. Hovea tholiformis I.Thomps.
38. Hovea trisperma Benth.